# Pijkskapel

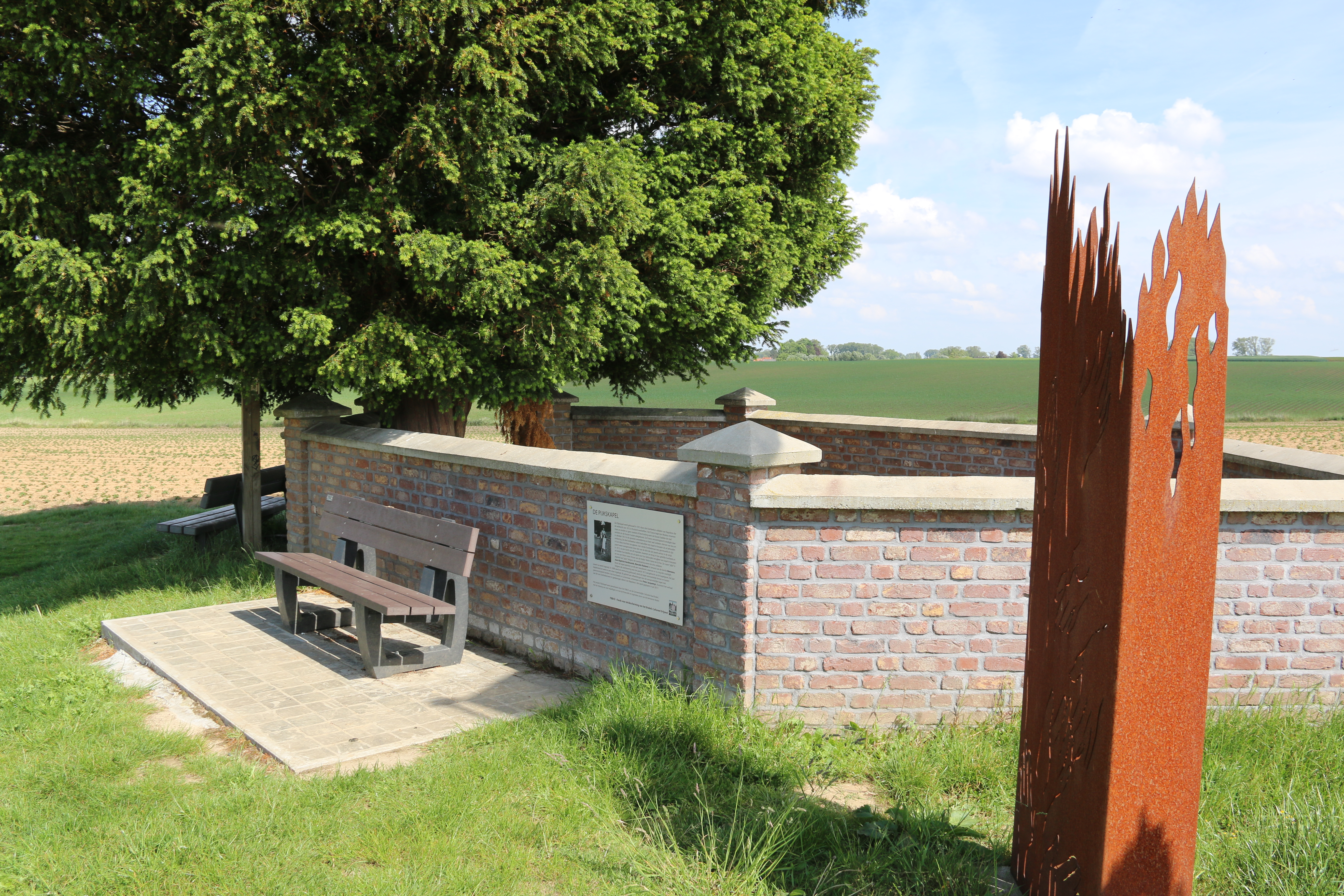

De Pijkskapel is een voormalige kapel in Everbeek (Brakel).
De kapel werd opgericht door Everbekenaren Jean Baptiste Vandesande, Marcelin Roeland en een zoon van de familie Bienvenu. Zij versloegen met de troepen van Napoleon Bonaparte het Russische leger in 1812, maar de Russische veldtocht eindigde in kou, honger en ontreddering. De drie Everbeekse ruiters beloofden een kapel te bouwen als ze heelhuids weer thuis geraakten; een vierde Everbekenaar sneuvelde. In 1813 werd zoals beloofd op een veldweg nabij de Breedstraat in Everbeek een kapel gebouwd ter ere van Onze-Lieve-Vrouw van de Vrede (Notre Dame de la Paix), in de volksmond 'Pijkskapel'. Van de kapel (gewijd in 1815) blijft enkel nog de vloer over en de ommuring met een taxusboom. De drie soldaten plantten elk een taxusboom rond de kapel. In 1898 werd een muur gebouwd rond de kapel. In 1953 stortte een deel van het dak in en verdween het beeld van Onze-Lieve-Vrouw. De kapel lag in puin tegen eind de jaren vijftig. Twee van de drie taxusbomen die hinderlijk waren voor de landbouw werden omgezaagd. In 2015 werd de vloer van de kapel blootgelegd en werd de ommuring hersteld. In 2017 werd aan de vroegere kapel een monument onthuld van Peter Jacquemyn.

## Afbeeldingen

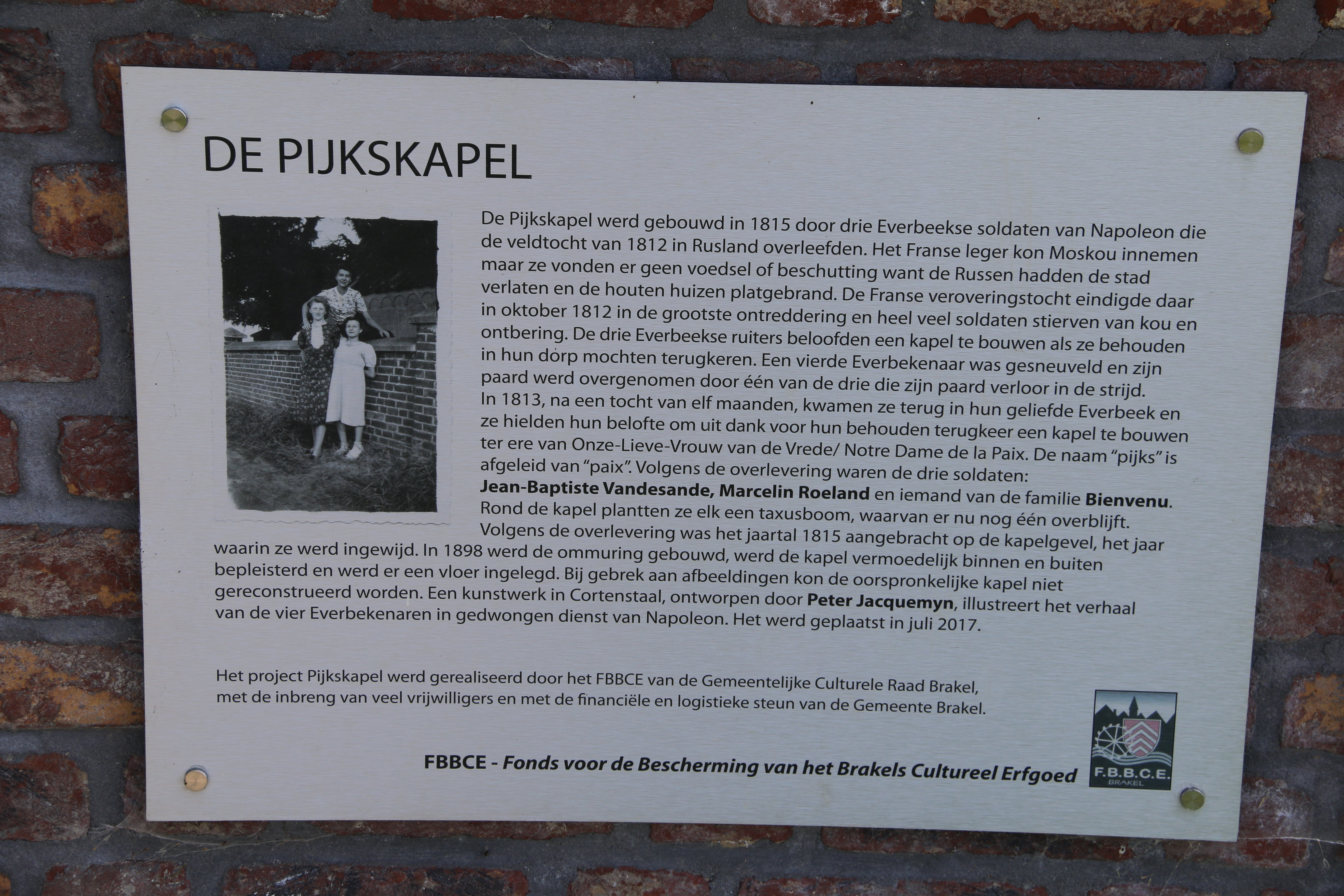
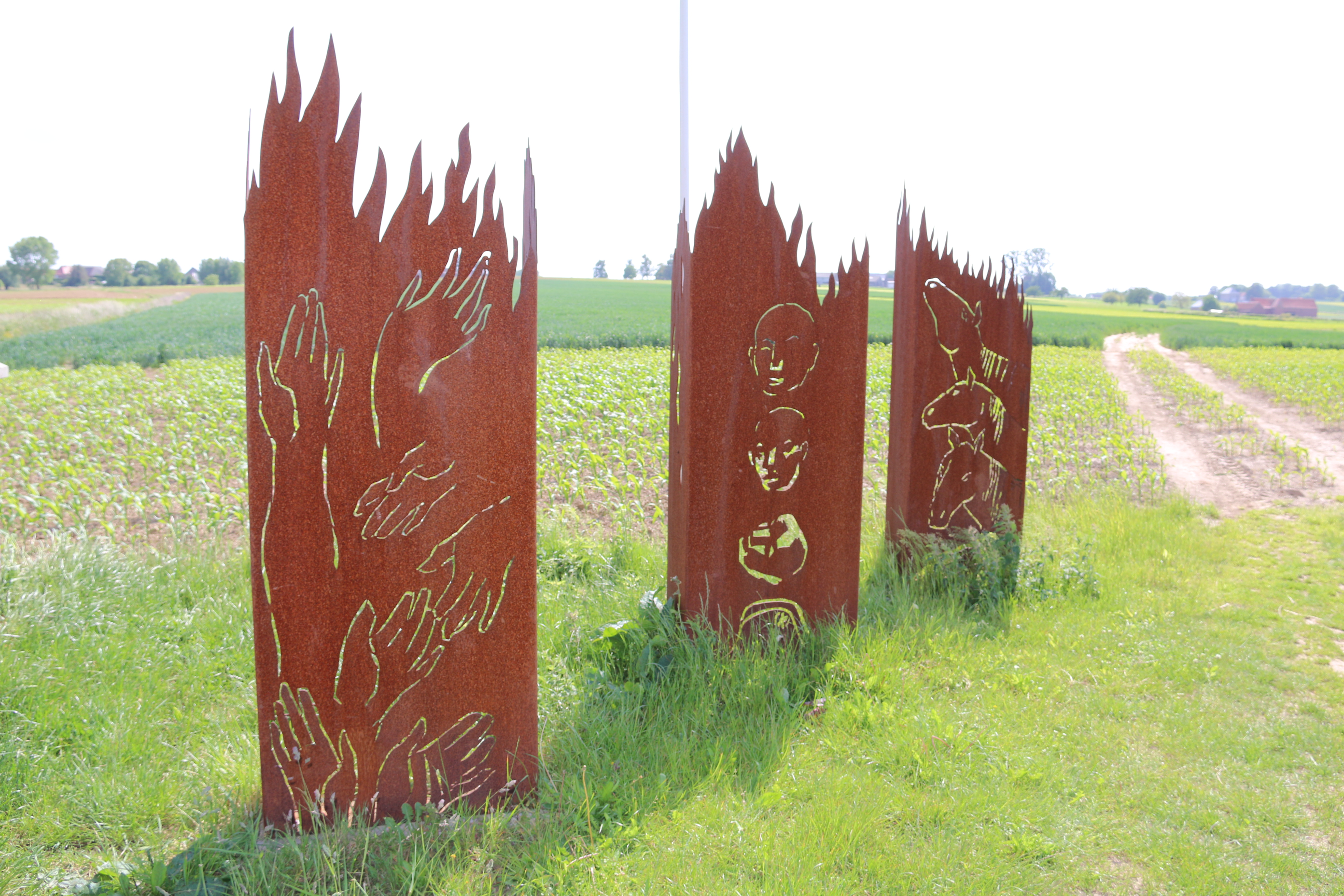